# La Scheulte
 (janvier 2020).
Si vous disposez d'ouvrages ou d'articles de référence ou si vous connaissez des sites web de qualité traitant du thème abordé ici, merci de compléter l'article en donnant les références utiles à sa vérifiabilité et en les liant à la section « Notes et références ».
La Scheulte, appelée Schelten en allemand, est une commune suisse du canton de Berne, située dans l'arrondissement administratif du Jura bernois. La Scheulte est également le nom de la rivière qui coule dans le val Terbi et se jette dans la Birse, à Delémont.

## Géographie
La commune est située sur l'étroite route de Scheltenpass, qui relie la vallée de Delémont à Balsthal. La commune se situe à la frontière linguistique, entre français, à l'ouest, et suisse-allemand, à l'est.
La commune touche le reste du canton de Berne uniquement par un point, sa commune voisine bernoise étant Elay, également germanophone.
Il s'agit de la commune la plus septentrionale du canton de Berne.

## Histoire
De 1797 à 1815, La Scheulte a fait partie de la France, au sein du département du Mont-Terrible, puis, à partir de 1800, du département du Haut-Rhin, auquel le département du Mont-Terrible fut rattaché. Par décision du congrès de Vienne, le territoire de l’ancien évêché de Bâle est attribué au canton de Berne, en 1815. Un vent de pangermanisme souffle avant la Première Guerre mondiale, et des paysans réformés de langue allemande s'installent sur les fermes. À l'instar d'Elay, La Scheulte prend le nom allemand de Schelten, en 1914. On reproche à ces paysans d'avoir reçu de l'argent de Krefeld.
Le Col de la Scheulte a été construit par l'Armée suisse, en 1917, pour acheminer plus rapidement des troupes en Ajoie. La Scheulte est connue depuis longtemps pour sa généreuse politique de naturalisation, également une source financière bienvenue. Le Restaurant du Moulin est pendant longtemps un haut-lieu du carnaval dans le Jura. Malgré la cherté du franc suisse, l'établissement local ouvre encore ses portes pour des banquets. En revanche l'école bernoise est désormais fermée depuis juillet 2018. La Scheulte fait partie intégrante de l'église de Mervelier.

## Réseaux de transport
La commune se trouve loin des grands axes routiers sur la route cantonale qui va de Delémont (JU) à Balsthal (SO) en passant par le val Terbi et le col de la Scheulte. Le village n'est pas relié au réseau de transport public. La commune jurassienne de Mervelier (à environ cinq kilomètres à l'ouest) est le prochain village relié à un réseau de bus public.